# Оллман, Бертел
Бертель Оллман (англ. Bertell Ollman, р. 1936, Милуоки) — американский марксист, известен своими исследованиями в области отчуждения и другими. В настоящий момент интересы Б. Оллмана лежат в сфере политической теории, и, кроме марксизма, он интересуется другими направлениями социалистической мысли.
На протяжении жизни преподавал в таких университетах, как Оксфордский, Колумбийский, Нью-Йоркский университет и др. В данное время является профессором политики Нью-Йоркского университета.
Также известен как создатель игры под названием «Классовая борьба» (англ. Class struggle) — первой в мире марксистской настольной игры, и с 1978 по 1983 гг. он являлся президентом Class Struggle, Inc. — компании, которая выпускала эту игру.

## Книги
- Alienation: Marx’s Conception of Man in Capitalist Society (Cambridge University Press, l97l; 2nd ed., l976) (Работа переведена на испанский, итальянский и корейский языки).
- Social and Sexual Revolution: Essays on Marx and Reich (South End Press, l978)
- How to Take an Exam…and Remake the World (Black Rose Books, Montreal, Spring, 200l)
- Dance of the Dialectic: Steps in Marx’s Method (Univ. of Illinois Press, 2003).

И др.